# Ramachandran Nagaswamy

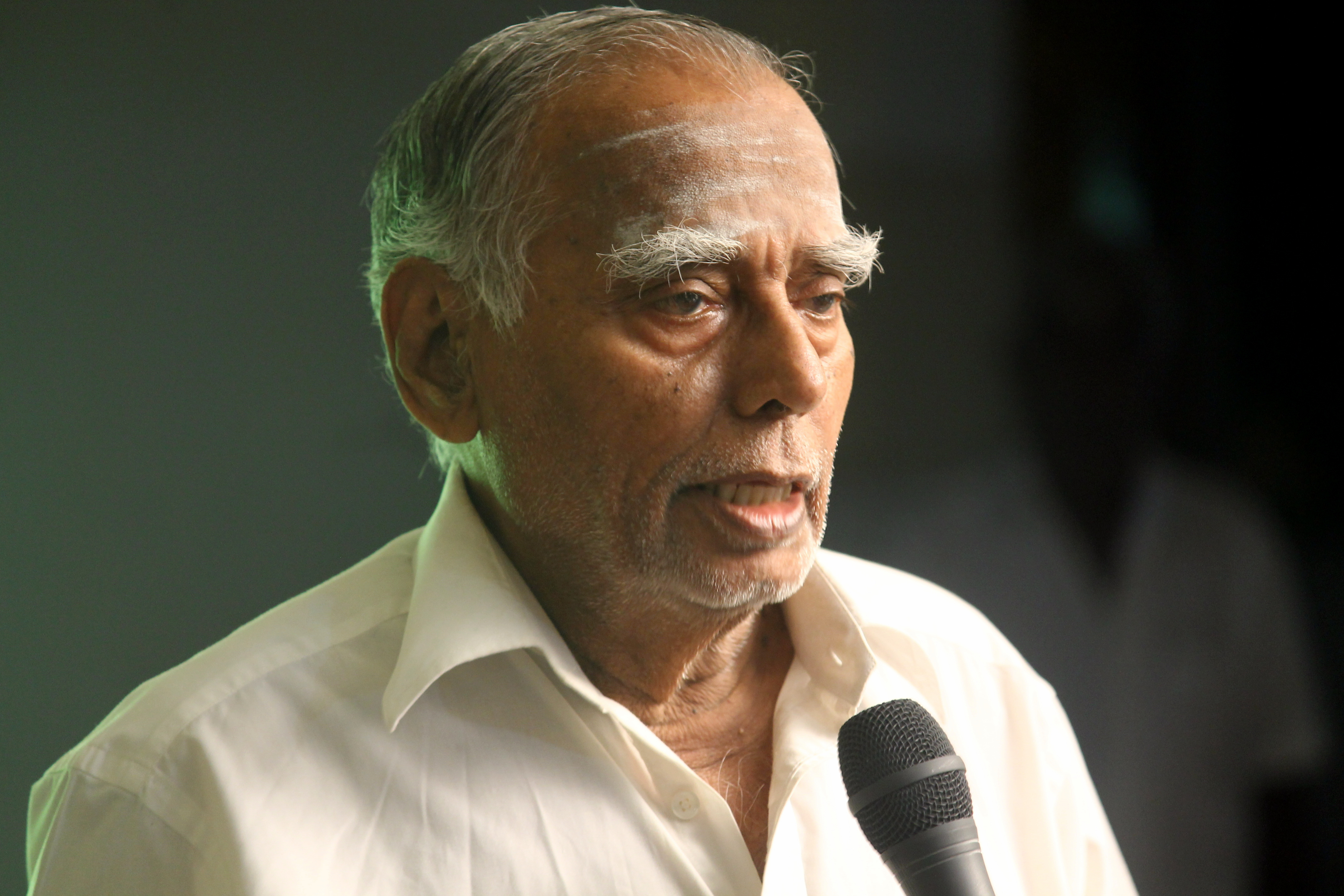
Ramachandran Nagaswamy (2015)

Ramachandran Nagaswamy, der Vorname wird üblicherweise mit „R.“ abgekürzt, (* 10. August 1930 in Madras; † 23. Januar 2022 in Chennai) war ein südindischer Historiker, Archäologe und Epigraphiker.

## Leben
Nagaswamy war Sohn eines tamilischen brahmanischen Pandits. Er graduierte in Sanskrit an der University of Madras; an der Universität Poona promovierte er in Kunst und Archäologie. Er absolvierte ein Praktikum beim Archaeological Survey of India und arbeitete von 1959 bis 1963 am Government Museum in Chennai. Danach trat er in den Staatsdienst und wurde schließlich Direktor des Tamil Nadu Archaeology Department. Sein Spezialgebiet waren die Chola-Bronzen.
Nebenbei komponierte er Tanz-Dramen über die Göttin Manimekhala, die Zeit der Chola-Herrscher Rajaraja I. (reg. 985–1014) und Rajendra I. (reg. 1014–1044) sowie über große klassische Dichter. Außerdem bemühte er sich um eine höhere Wertschätzung von Archäologie und Kunst durch Erwachsene und Kinder – so gab er eine für 20 Paise erhältliche Zeitschrift heraus.

## Schriften (Auswahl)
- Art and Culture of Tamil Nadu. Sundeep Prakashan 1980
- mit Vidya Dehejia, Richard H. Davis u. a.: The sensuous and the sacred. Chola bronzes from South India. American Federation of Arts 2002, ISBN 978-0-295-98284-7
- Facets of South Indian Art and Architecture. Aryan Books International 2003, ISBN 978-81-7305-244-6
- Art and Religion of the Bhairavas. Tamil Arts Academy 2006
- Mahabalipuram. Oxford University Press 2010, ISBN 978-0-19-807127-3
- Tamil Nadu. The Land of Vedas. 2016

## Ehrungen
- Er erhielt den Kalaimamani-Award, die höchste Auszeichnung des Bundesstaats Tamil Nadu für Kunst und Kultur.
- Im Jahr 2018 wurde ihm von der indischen Regierung der Padma-Bhushan-Award verliehen.